# Kudō Mio
Kudō Mio (工藤 美桜 (Công Đằng Mỹ Anh) Kudō Mio, sinh ngày 8 tháng 10 năm 1999 tại Tokyo, Nhật Bản) là một nữ diễn viên và người mẫu người Nhật Bản hiện đang được đại diện bởi công ty Platinum Production. Cô nổi danh với các vai diễn Fukami Kanon/Kamen Rider Kanon Specter trong phim Kamen Rider Ghost (2015-2016) và Oharu Sayo/Kiramai Pink trong phim Mashin Sentai Kiramager (2020–2021).

## Tiểu sử
Kudo bắt đầu làm người mẫu khi cô học lớp 4 ở tiểu học.
Cô là một phần của nhóm Charm Kids với vai Fujitani Mana cho đến ngày 1 tháng 8 năm 2012. Ngày 16 tháng 9, cô thông báo rằng mình sẽ lấy nghệ danh lại là tên khai sinh của mình. Cô hiện đang thuộc biên chế của Platinum Production và đã đăng ký vào Piscar.

## Tác phẩm

### Video
| Năm  | Tựa                                     | Ghi chú | Chú thích |
| ---- | --------------------------------------- | ------- | --------- |
| 2011 | Junior Idol Ring: Mana Fujitani Edition | Imax    |           |

## Danh sách phim

### Truyền hình
| Năm  | Tựa phim                          | Vai diễn                               | Kênh     | Ghi chú | Chú thích |
| ---- | --------------------------------- | -------------------------------------- | -------- | ------- | --------- |
| 2016 | Kamen Rider Ghost                 | Fukami Kanon/Kamen Rider Kanon Specter | TV Asahi |         | [ 4 ]     |
| 2020 | Mashin Sentai Kiramager           | Oharu Sayo/Kiramai Pink                | TV Asahi |         | [ 5 ]     |
| 2021 | Tokyo MER: Mobile Emergency Room  | Kozue Kiyokawa                         | TBS      |         | [ 6 ]     |
| 2022 | Kanojo, okarishimasu              | Sarashina Ruka                         | ABC      |         | [ 7 ]     |
| 2022 | Shinainaru Boku e Satsui o Komete | Hakubishi Rin                          | Fuji TV  |         | [ 8 ]     |
| 2024 | Mashin Sentai Kiramager           | Oharu Sayo/Kiramai Pink                | TV Asahi |         |           |

### Điện ảnh
| Năm  | Tựa phim                                         | Vai diễn                | Ghi chú | Chú thích |
| ---- | ------------------------------------------------ | ----------------------- | ------- | --------- |
| 2020 | Mashin Sentai Kiramager Episode Zero             | Oharu Sayo/Kiramai Pink |         | [ 5 ]     |
| 2020 | Bye Bye Vamp                                     | Satsuki Miki            |         | [ 9 ]     |
| 2021 | Mashin Sentai Kiramager The Movie: Bebop Dream   | Oharu Sayo/Kiramai Pink |         | [ 5 ]     |
| 2021 | Mashin Sentai Kiramager vs Ryusoulger            | Oharu Sayo/Kiramai Pink |         | [ 5 ]     |
| 2022 | Kikai Sentai Zenkaiger vs Kiramager vs Senpaiger | Oharu Sayo/Kiramai Pink |         | [ 5 ]     |
| 2023 | Maku wo Orosuna!                                 | Monta                   |         | [ 10 ]    |